# Кальян Леонід Петрович
Леонід Петрович Кальян (17 березня 1917, Мелітополь — 20 червня 1991) — радянський військовий льотчик, Герой Радянського Союзу (1943), у роки німецько-радянської війни командир ескадрильї 583-го винищувального авіаційного полку 101-ї винищувальної авіаційної дивізії Військ протиповітряної оборони СРСР, капітан.

## Біографія
Народився 17 березня 1917 року в місті Мелітополі (тепер Запорізької області) у сім'ї робітника. Українець. Член ВКП(б) з 1941 року. З 1934 року, закінчивши школу ФЗУ, працював слюсарем-інструментальником на заводі імені Воровського в Мелітополі. У 1936 році закінчив аероклуб і працював у ньому інструктором.
У Червоній Армії з 1937 року. У 1938 році закінчив Качинську військову авіаційну школу льотчиків.
На фронтах німецько-радянської війни з листопада 1941 року. Бойове хрещення отримав у 565-му винищувальному авіаційному полку ППО (6-й винищувальний авіаційний корпус ППО Москви). Після того, як наказом від 27 вересня 1941 року одна ескадрилья полку була передана на укомплектування 487-го винищувального авіаційного полку, Л. П. Кальян став командиром 3-ї ескадрильї цього полку, прослуживши в ньому до 1943 року.
12 березня 1943 року, при відбитті нальоту 84-х німецьких бомбардувальників на залізничний вузол Валуйки Бєлгородської області на чолі шістки винищувачів вступив в бій з німецькою авіаційною армадою. У повітряній сутичці, що тривала сорок хвилин, радянські льотчики-винищувачі збили сім літаків, у тому числі два таранним ударом (тут відзначилися льотчики І. Бахтіяров і А. Коковіхін). Гітлерівські льотчики, не витримавши натиску, скинули бомби, не дійшовши до цілі, і повернули назад. Л. П. Кальян в цьому бою збив два бомбардувальники противника.
Указом Президії Верховної Ради СРСР від 21 квітня 1943 року за «зразкове виконання бойових завдань командування на фронті боротьби з німецько-фашистським загарбниками і проявлені при цьому мужність і героїзм» капітану Кальяну Леоніду Петровичу присвоєно звання Героя Радянського Союзу з врученням ордена Леніна і медалі «Золота Зірка» (№ 916).
За роки війни льотчик-винищувач, беручи участь в повітряних боях, збив особисто п'ять ворожих літаків і стільки ж — у групі.

Могила Леоніда Кальяна

Після війни продовжував службу у ВПС СРСР. З 1953 року підполковник Л. П. Кальян — в запасі, а потім у відставці. Жив у Києві, і до виходу на пенсію працював старшим інженером у «Укргіпрограді». Помер 20 червня 1991 року. Похований у Києві на Берковецькому кладовищі (ділянка № 77).

## Нагороди, пам'ять
Нагороджений орденами Леніна, Вітчизняної війни 1-го ступеня, Червоної Зірки, медалями.